# کازوشیگه اوگاکی
کازوشیگه اوگاکی (به ژاپنی: 宇垣 一成, Ugaki Kazushige); ۹ اوت ۱۸۶۸ – ۳۰ آوریل ۱۹۵۶) سیاست‌مدار و ژنرال نیروی زمینی امپراتوری ژاپن و عضو کابینه قبل از جنگ جهانی دوم اهل ژاپن بود.